# Frederic Prokosch
Frederic Prokosch, född 17 maj 1908 i Madison, Wisconsin, USA, död 6 juni 1989 i Plan-de-Grasse, Frankrike, var en amerikansk författare och översättare.
Han blev berömd för sin första roman The Asiatics, en pikaresk om en ung amerikans resa till Asien som lovordades och blev översatt till 17 språk. Han utgav flera böcker som är en blandning av reseskildringar och romaner, samt egen och översatt poesi. Bland hans verk finns även en fiktiv biografi om Lord Byron. Hans sista bok Voices (1983) är en memoar om hans möten med T.S. Eliot och Thomas Mann, vilka hörde till Prokosch beundrare.
Under andra världskriget var Prokosch kulturattaché i Sverige och han blev därefter kvar i Europa till sin död.